# Andreas Weise (musikalbum)
Andreas Weise är den svenske artisten och låtskrivaren Andreas Weises första album och släpptes den 29 augusti 2012. Albumet nådde som bäst 2:a plats på svenska albumlistan. 

## Lista
1. "Another Saturday Night" (Sam Cooke)
2. "Something Beautiful" (text och musik: Figge Boström/Michael Michailoff)
3. "Each Time We Meet" (text och musik: Andreas Weise)
4. "Shine" (text och musik: Andreas Öberg/Andreas Weise/Dan Sundquist)
5. "Turn of the Waterworks" (text och musik: Andreas Weise/Andreas Öberg/Chris Antblad)
6. "Me and Mrs Jones" (Kenneth Gamble/Leon Huff/Cary Gilbert)
7. "She's The Deal" (text och musik: Andreas Öberg/Chris Antblad)
8. "Never gonna let you down" (text och musik: Dan Sundquist/Andreas Öberg/Andreas Weise)
9. "Quiet nights of quiet stars" (Antonio Carlos Jobim/Eng. text:Eugene Lees)
10. "Love Making Love (6.30am)" (text och musik: Andreas Weise/Andreas Öberg)
11. "Sunday Morning" (Adam Levine/Jesse Carmichael/Michael Madden/Ryan Jusick/James Valentine)
12. "Fragile" (text och musik: Mats Tärnfors/Per Hed)